# Segnalamento ferroviario in Italia
Il segnalamento ferroviario in Italia è costituito dall'insieme di segnali fissi e mobili, luminosi o meno, di tabelle, cartelli indicatori e tutto ciò che è necessario ad assicurare una corretta e sicura circolazione dei treni sulle linee ferrate. L'insieme delle norme di riferimento ha subìto nel tempo aggiornamenti e variazioni anche sostanziali che hanno comportato la conseguente implementazione di segnali nuovi o differenti. Le tecnologie via via applicate hanno richiesto la creazione di nuovi tipi di segnalamento. Nelle ferrovie regionali (ex "in concessione") o private sono in opera (o lo sono stati) tipi di segnalamento semplificati o differenti da quelli in uso nella rete nazionale.
Il segnalamento in uso sulle linee RFI viene descritto dal Regolamento sui Segnali in uso sull'infrastruttura ferroviaria nazionale in dotazione a tutto il personale dell'esercizio, in primo luogo agli agenti di condotta, ai regolatori della circolazione (dirigenti movimento e dirigenti centrali operativi), ai deviatori, a manovratori ed ai capitreno; tale testo prescrive anche le norme attuative relative al rispetto delle indicazioni fornite dai segnali e al comportamento da tenere.

## Premesse
Il segnalamento ferroviario nasce dall'esigenza di fornire informazioni ed ordini precisi all'Agente di condotta (macchinista) impegnato nella condotta di un treno su una ferrovia. Il segnalamento in uso è l'evoluzione tecnologica di quella creata agli albori del trasporto ferroviario e rispecchia, nelle varie reti ferroviarie, l'insieme delle scelte fatte nel tempo. In Italia la circolazione dei treni si svolge di massima a sinistra, sulle linee a doppio binario; in altre reti ferroviarie come, ad esempio, in Austria, in Germania, ecc., invece, la circolazione avviene a destra. La scelta italiana ha comportato la necessità di installare i segnali a sinistra del binario, con l'eccezione dei casi in cui era impossibile montarli come d'uso convenzionale; di conseguenza le cabine di guida dei locomotori hanno il posto di guida a sinistra. L'evoluzione delle tecnologie di esercizio ha portato in molti casi alla circolazione banalizzata, cioè è possibile viaggiare sia a sinistra che a destra (a destra però solo in determinate condizioni).
Negli stati in cui la guida è a destra sono di conseguenza adeguate la posizione del segnalamento e del posto di guida. Nelle cabine di guida di ultima generazione, il posto di guida è centrale in modo tale da poter circolare su più reti o comunque siano installati i segnali. Il segnalamento usato differisce in maniera anche notevole da stato a stato e a seconda dell'esercente la rete ferroviaria. La standardizzazione del segnalamento nell'ambito della Unione Europea si sta sviluppando attraverso i sistemi ERTMS / ETCS (European Rail Traffic Management System / European Train Control System) livelli 1 e 2. Il sistema ETCS L2 (livello 2) è quello attualmente in uso sulle linee ad Alta Capacità / Alta Velocità (AC/AV) italiane, destinato a diffondersi anche sulle linee tradizionali nei prossimi anni.

## Segnali in uso nella rete italiana di RFI

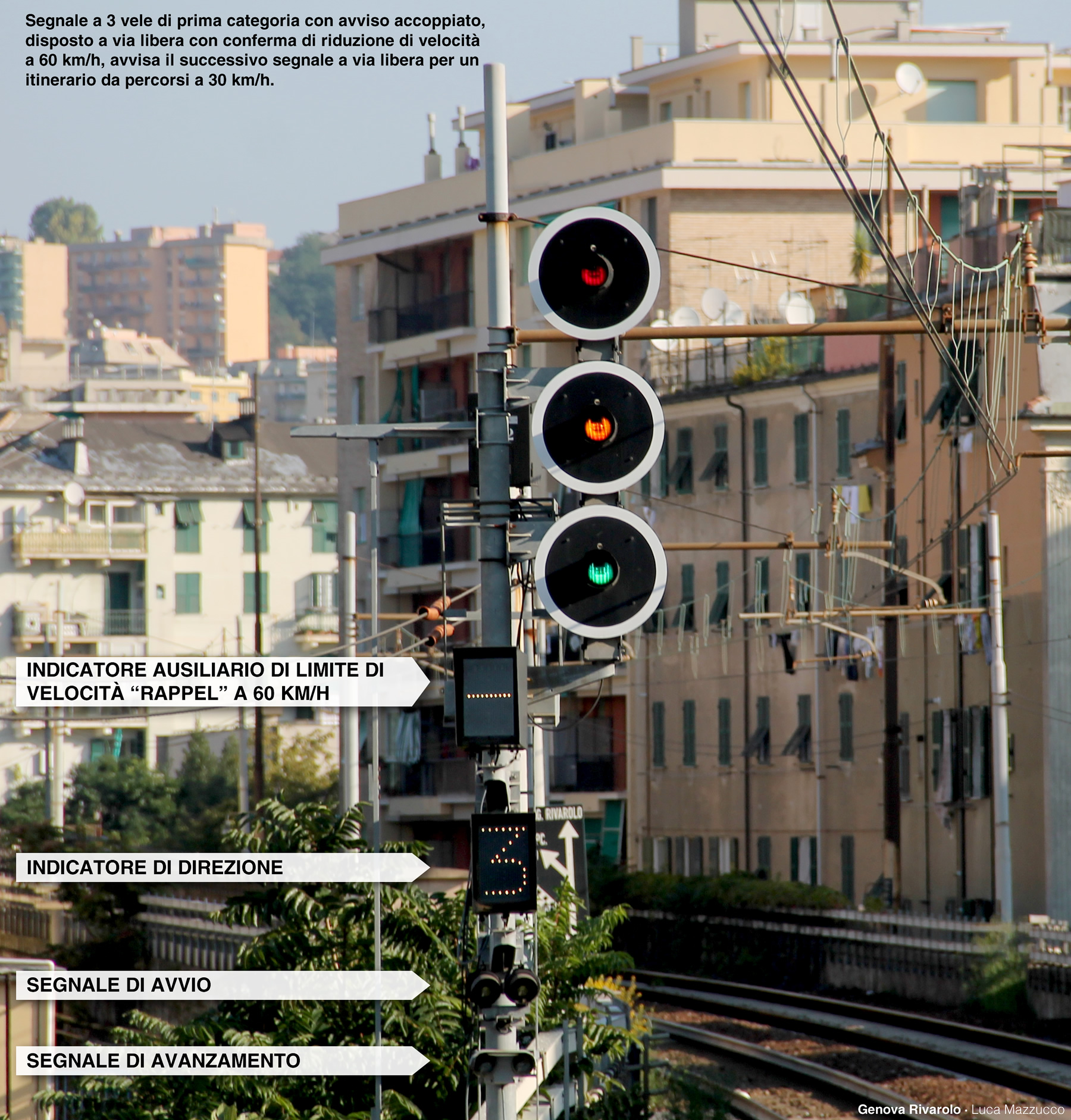
Segnale luminoso di 1ª categoria a 3 vele

Sulla rete RFI del gruppo Ferrovie dello Stato Italiane, i segnali ferroviari sono di tipo luminoso. Eccezionalmente possono trovarsi in qualche linea secondaria alcuni segnali di tipo meccanico (detti anche semaforici). Sulle linee ad AV/AC, prive di segnali "tradizionali", vengono apposti segnali costituiti da tavole speciali ad alta rifrangenza detti "Segnali imperativi" delle località di servizio o di fine sezione.

### Segnali luminosi
I segnali luminosi sono costituiti da uno o più fanali applicati su uno schermo nero con bordo bianco. Nei segnali posti in galleria lo schermo è assente. I segnali sono o posti su pali o applicati ai portali di sostegno della linea elettrica o su portali dedicati. Se i segnali sono posti a sinistra del binario a cui si riferiscono il loro schermo è circolare, se sono posti a destra (nel caso di marciapiedi di stazioni o nelle linee a doppio binario banalizzate, ossia atte a far circolare i treni con le apparecchiature di sicurezza sia sul binario di sinistra che su quello di destra nello stesso senso di marcia) lo schermo ha forma quadrata. La lampada centrale è protetta, contro i riflessi solari, da un tubo di proiezione.
I segnali posti a destra possono essere integrati da una freccia luminosa bianca posta sopra il segnale stesso e inclinata verso il binario cui si riferisce, che si accende solo quando il segnale è a via libera, ovvero permette di essere superato. Quando prevista, l'accensione di tale freccia è condizione indispensabile affinché il segnale mostri una indicazione (aspetto) di via libera.

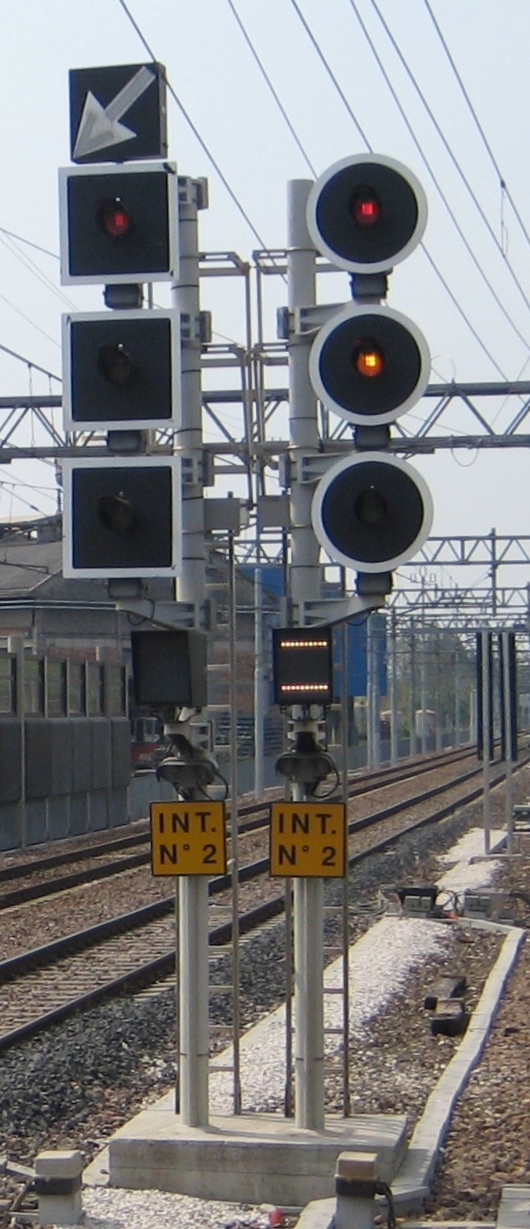
Esempio di segnalamento di protezione plurimo

Le luci colorate utilizzate nei segnali sono rossa, gialla, verde; possono essere fisse o lampeggianti, singole o raggruppate. Ogni luce dei segnali è composta, normalmente, da led luminosi o da tre lampade alogene, poste in posizione diversa all'interno del proiettore del segnale, e da un "filtro di colore" (rosso, giallo o verde) nonché da un ulteriore sistema di filtri "dicroici" che permettono l'invio della luce del colore voluto a una lente asferica che provvede a sua volta a direzionare opportunamente il raggio luminoso all'esterno del proiettore verso la direzione di provenienza dei treni a cui il segnale comanda.
Nei segnali di vecchia concezione le luci dei segnali sono composte da una lampada e da uno schermo girevole portante dischi colorati (rosso, giallo, verde e nero per la luce spenta).;
I segnali per i treni si distinguono fra segnali di "1ª categoria" e segnali di "avviso".
Sono segnali di 1ª categoria quelli che sono posti in precedenza immediata del punto protetto e che quando comandano l'arresto, ovvero sono disposti a via impedita (luce rossa), non possono e non devono essere oltrepassati dai treni.
Questi si possono dividere in segnali di blocco, protezione e partenza:
- i segnali di blocco sono utilizzati per distanziare i treni;
- i segnali di partenza comandano la partenza dei treni dalle stazioni e, di norma, svolgono anche funzione di segnali di blocco;
- i segnali di protezione sono posti in precedenza di stazioni o punti singolari (bivi, passaggi a livello, zone caduta massi, ecc.). I segnali di protezione dei bivi, e di altre particolari località di servizio, possono anche svolgere funzioni di segnali di blocco.

Alcune stazioni, di solito le più grandi, possono avere più segnali di protezione e/o partenza: in questo caso si parla di segnalamento plurimo. Tali segnali sono evidenziati, sotto le luci degli stessi, da delle tabelle con fondo giallo, per i segnali di protezione, e bianco per i segnali di partenza. Tali tabelle riportano in caratteri maiuscoli neri la sigla "EST." per il segnale esterno e "INT." per quello interno.
In caso di più di due segnali di protezione, dopo il segnale di protezione esterno, si ha il segnale di protezione interno "n", quello "n-1", quello "n-2", …,  fino al segnale di protezione "interno n° 1". Quindi il personale di condotta incontra, ad esempio, i segnali con le tabelle "EST", "INT. n° 2" e "INT. n° 1" prima del binario di ricevimento o stazionamento del treno.
Per il segnalamento di partenza plurimo con più di due segnali di partenza la sequenza dei segnali interni è uguale a quella dei segnali protezione (es. "INT n°3", "INT. n° 2" e "INT. n° 1") a cui segue il segnale di partenza esterno ("EST."). Solo il segnale di partenza esterno svolge anche la funzione di segnale di blocco.
Per quanto riguarda i segnali di avviso, questi vengono posti in precedenza ai segnali di 1ª categoria e a una conveniente distanza da essi ("distanza di frenatura", ovvero 800, 1 000 o 1200 m secondo la velocità massima dei treni ammessa in linea ed alla pendenza media della stessa fra il segnale di avviso e quello di 1ª categoria, salvo distanze maggiori per le linee ad alta velocità) e che hanno la funzione di dare al treno una segnalazione di avviso che consente di poter rispettare le indicazioni del successivo segnale di 1ª categoria, in quanto, considerate le masse in movimento (un treno merci può pesare normalmente fino a 1600 t, ultimamente sono ammesse in alcune linee circolazioni di treni merci anche fino a 2 200 tonnellate) e gli attriti in gioco (ruota su rotaia, ovvero ferro contro ferro), i treni hanno bisogno di un adeguato spazio per potersi fermare in un determinato punto.
Qualora un segnale di avviso venga a cadere in corrispondenza o in vicinanza di un precedente segnale di 1ª categoria (ovvero quando la distanza fra due segnali di 1ª categoria consecutivi è uguale o inferiore a 1 500 metri, con un massimo di 2 000 metri), i due segnali vengono uniti in un unico segnale di 1ª categoria con funzione anche di avviso del segnale di 1ª categoria immediatamente successivo. In tale caso si dice che si ha "l'avviso accoppiato". Gli uffici centrali di RFI possono dare alcune deroghe specifiche per distanze di poco superiori a 2 000 metri.

### Segnali luminosi multipli (1ª categoria)

Segnali a candeliere a tre braccia

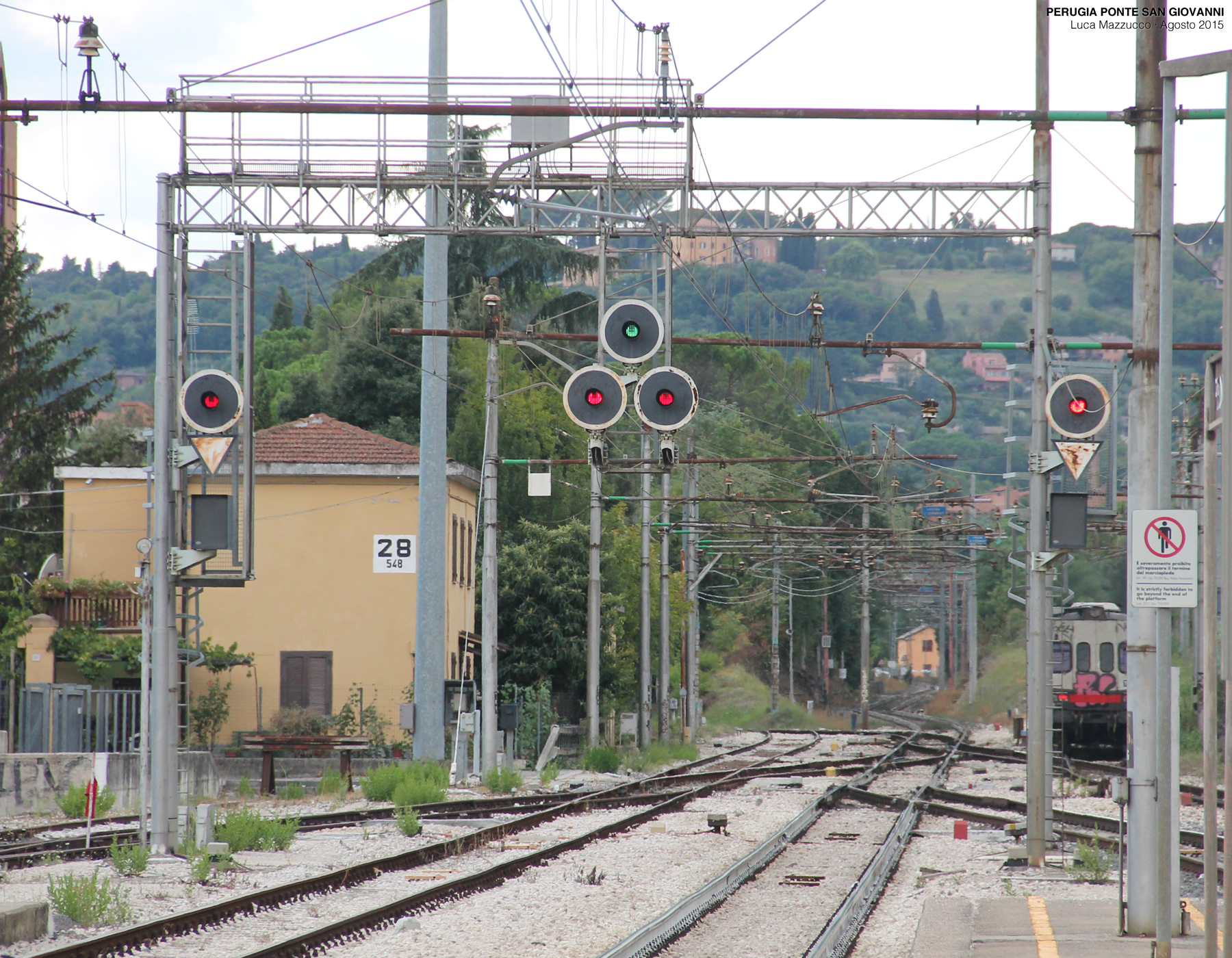
Segnale a candeliere a via libera per il corretto tracciato

I segnali luminosi di protezione delle stazioni e i segnali di partenza delle stazioni di diramazione possono essere anche multipli o a "candeliere", ovvero possono portare più luci su bracci diversi dello stante di sostegno.
I segnali semplici di 1ª categoria costituenti il segnale multiplo comandano, a partire da sinistra verso destra, itinerari o gruppi di itinerari disposti rispettivamente nello stesso ordine. La luce posta più in alto comanda un itinerario senza limitazioni di velocità, quelle poste in basso comandano itinerari con limitazione di velocità sul successivo gruppo di scambi a seconda dell'indicazione del segnale di avviso precedente o del segnale di Rappel eventualmente posto sotto le luci, se acceso. In mancanza di indicazioni la velocità massima è di 30 km/h.
Nel caso in cui le luci si trovino tutte allo stesso livello queste verranno considerate come basse e pertanto imporranno velocità limitata su tutti gli itinerari da esse comandati.

### Segnalamento luminoso o semaforico incompleto (desueto)

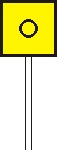
Segnale di attenzione

Alcune stazioni erano munite di solo segnalamento di protezione, preceduto da avviso o da segnalamento di protezione ad una sola luce pur essendo previsti itinerari su corretto tracciato e su tracciato deviato.
Dal 2016 tali situazioni non sono più ammesse salvo in pochissime "linee turistiche" ovvero atte alla circolazione solo di treni "storici" e gestiti ancora a "dirigenza unica".
Un tipo di segnalamento paragonabile a quello citato esiste nelle stazioni delle linee telecomandate semplificate con schema dei binari "a losanga" e deviatoi tallonabili con ritorno elastico nella posizione iniziale. In tali stazioni, con soli due binari di circolazione, ciascuno specializzato per un senso di marcia, i treni vengono sempre ricevuti in corretto tracciato. Le stazioni sono munite di segnale di protezione ad una luce, di segnale di partenza ad una luce presente solo sul binario ove i treni entrano in corretto tracciato. Il segnale di protezione è preceduto, a distanza di frenatura, da una tabella quadrata gialla con una luce gialla centrale.

### Segnali semaforici (desueti)
I «segnali semaforici», oramai presenti solo in alcune stazioni di linee secondarie, sono costituiti da un palo che porta, alla sinistra, una o più ali che possono assumere due posizioni: 
- orizzontale, indicante «via impedita» o «avviso di via impedita»;
- inclinata in basso di circa 45°, indicante «via libera» o «avviso di via libera».

La forma e il colore dell'ala semaforica sul lato che comanda i treni varia a seconda dei tipi di segnale, che si dividono in: 
- «segnali semaforici di 1ª categoria»;
- «segnali semaforici di 2ª categoria»;
- «segnali semaforici di avviso»;

sul lato opposto le ali sono invece dipinte di bianco con una striscia verticale nera.
Di notte proiettano sul lato che comanda i treni una luce di colore:
- rosso, indicante «via impedita»;
- giallo, indicante «avviso di via impedita»;
- verde, indicante «via libera»;

sul lato opposto proiettano invece una luce di colore violetto se l'ala è orizzontale o bianco se inclinata in basso.

#### Segnali semaforici di 1ª categoria e di avviso

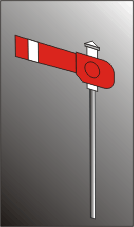
Segnale semaforico di 1ª categoria

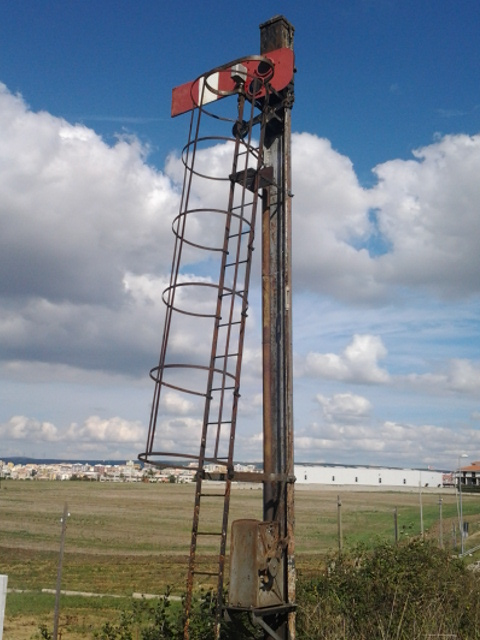
Segnale semaforico di 1ª categoria

I «segnali semaforici di 1ª categoria» sono composti da un'ala rettangolare con la faccia rivolta ai treni di colore rosso con una banda verticale bianca. Il fanale proietta luce rossa nella posizione a «via impedita» o luce verde nella posizione a «via libera».
I «segnali di 1ª categoria» sono posti immediatamente prima del punto protetto e, quando sono disposti a «via impedita», non devono essere superati dal treno.
I «segnali semaforici di avviso» sono composti da un'ala rettangolare con la faccia rivolta ai treni di colore giallo con una banda verticale bianca e con l'estremità foggiata a coda di pesce. Il fanale proietta luce gialla nella posizione ad «avviso di via impedita» o luce verde nella posizione ad «avviso di via libera».
I «segnali di avviso» hanno la funzione di dare al macchinista un preavviso che gli consenta di rispettare l'indicazione del successivo segnale di 1ª categoria e sono posti a una distanza da questo, tale da permettere l'arresto del treno senza superarlo.

#### Segnali semaforici di 2ª categoria

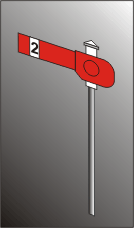
Segnale semaforico di 2ª categoria

I «segnali semaforici di 2ª categoria» (rarissimi) sono composti da un'ala rettangolare con la faccia rivolta ai treni di colore rosso con una banda verticale bianca, all'interno della quale è disegnato il numero 2 in colore nero. Il fanale proietta luce rossa nella posizione a «via impedita» o luce verde nella posizione a «via libera».
I segnali di 2ª categoria sono solo di tipo semaforico. A differenza di quelli di 1ª categoria non sono posti immediatamente prima del punto da proteggere, ma a distanza tale da permettere il ricovero del treno dopo il segnale senza impegnare il punto protetto.
I segnali di 2ª categoria non sono mai preceduti da un segnale di avviso ma, qualora non siano visibili alla distanza minima prevista (400, 600 o 800 metri, a seconda della pendenza della linea, se la velocità massima non è superiore a 80 km/h per il rango "A" e 90 km/h per il rango "B", altrimenti 1 000 metri), sono preceduti da un «segnale di attenzione» a vela romboidale gialla che proietta di notte una luce gialla.

### Segnali a mano
Sono assimilabili ai segnali a mano: le vele e le lanterne applicate a paletti o altri sostegni, i fanali fissati a stanti propri, i segnali di attenzione ed i segnali di avviso di rallentamento, i segnali di inizio e di fine rallentamento e gli indicatori di velocità massima.»
(Regolamento sui segnali, art. 23)
I segnali a mano:
- La bandiera verde o la lanterna verde, che il capotreno dei treni viaggiatori espone verso l'Agente di Condotta (precedentemente denominato "macchinista") per segnalargli il termine delle operazioni di incarrozzamento dei passeggeri ed indicargli quindi che, quando i segnali luminosi lo consentono, è possibile la partenza. L'uso di tale segnale dipende dalle disposizioni date dalle Imprese Ferroviarie al proprio personale.
- La bandiera rossa o la lanterna rossa per comandare l'arresto di un treno durante le manovre (vedi figure 2a e 2b).
- La torcia a fiamma rossa o la lanterna a luce rossa o la bandiera rossa possono essere usate per segnalare all'agente di condotta di arrestare immediatamente un treno, in qualsiasi momento, in caso di pericolo.
- La tromba usata dall'operaio addetto alla sicurezza in linea serve per avvisare la squadra degli operai di un imminente pericolo.
- Anche i segnali di attenzione, i segnali di avviso, inizio e fine rallentamento, le tabelle indicatrici di velocità, pur non stando in mano a un agente, sono considerati dal "Regolamento sui Segnali" segnali a mano (vedi figura 3).
- Le tabelle che indicano la velocità massima da tenere in linea (rango). Normalmente indicano più di una velocità e il macchinista deve rispettare la velocità indicata dai regolamenti e dalle prescrizioni (vedi figura 4)

In caso di estremo pericolo e non avendo mezzi idonei alla segnalazione, agitare vorticosamente le braccia verso il treno può essere segnale di richiesta di arrestare immediatamente il treno.
Dal 25 giugno 2014 non è più in uso la "paletta di comando", di colore verde con disco centrale bianco, (di notte proietta luce verde) che in origine il Dirigente Movimento alzava per ordinare la partenza di un treno (vedi figura 1). La paletta è rimasta in uso solo in alcune stazioni da dove si diramano linee regionali non attrezzate con i moderni sistemi di distanziamento e nella stazione di Gorizia Centrale per i soli treni diretti verso Nova Gorica (questa ultima particolarità dovrebbe cessare entro alcuni mesi).

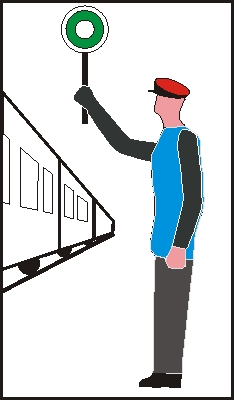
Figura 1
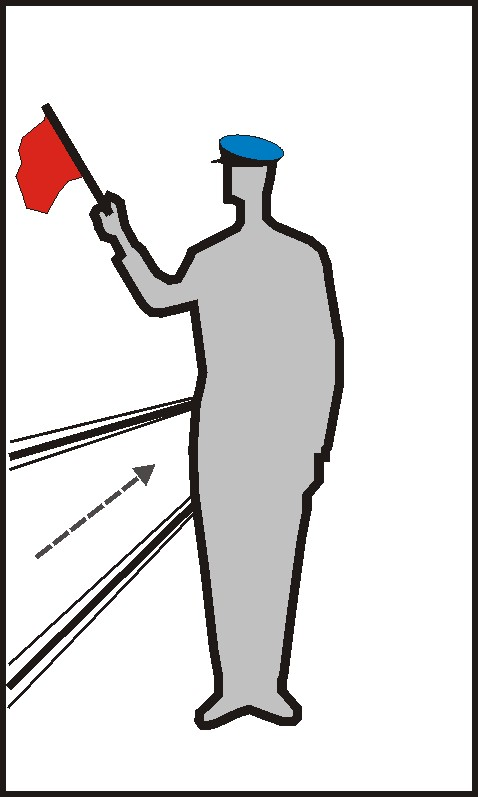
Figura 2a
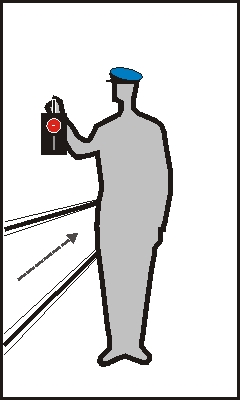
Figura 2b
Figura 3
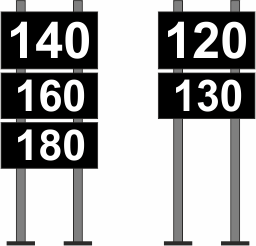
Figura 4

#### I petardi (desueti)
I petardi erano un «mezzo di segnalamento a mano» previsto dall'art. 23 del «Regolamento sui segnali» FS e disciplinato dall'art. 64 «Petardi e loro uso», ora soppresso, dello stesso.
 a) segnali di avviso, anche se accoppiati a segnali di 1ª categoria, e tanto se disposti a via impedita quanto se disposti a via libera;

 b) segnali di 1ª categoria non preceduti da segnale di avviso e situati fuori stazione, semafori di 2ª categoria, tutti tanto se disposti a via impedita quanto se disposti a via libera;

 c) segnale d'attenzione (art. 28 comma 1);

 d) segnale di avviso di rallentamento o di avviso di fermata notificata (art. 28 comma 2).

[omissis]»
(Regolamento sui segnali (Ristampa 1982), art. 64 comma 1)
I petardi da collocare sul binario in precedenza ai suddetti segnali erano tre e andavano posti il primo alla distanza di 200, 400, 600 o 800 metri (a seconda delle condizioni e del tipo di segnale), il secondo a 25 metri di distanza dal primo e il terzo a 25 metri di distanza dal secondo, allontanandosi dal segnale dalla parte opposta al punto protetto. Per i segnali fissi i punti di posa dei petardi erano indicati da picchetti nel terreno.

### Fischi
Anche i fischi emessi dai treni sono segnali ferroviari, infatti l'uso dei fischi viene riportato sul "Regolamento sui Segnali".
- un fischio prolungato moderatamente: all'entrata in curva con scarsa visuale (inferiore ai 200 metri), all'entrata in galleria in curva o galleria in rettifilo superiore a 500 metri, in corrispondenza della tabella "F" (fischiare), quando ci sono persone sui binari o sui marciapiedi di stazione, quando il treno si avvicina ad altro treno su binario attiguo.
- due fischi prolungati e staccati seguiti da uno breve: vengono emessi dal macchinista di testa quando vuole che una locomotiva in coda o intercalata inizi a spingere. La locomotiva di coda o intercalata prima di iniziare a spingere emetterà a sua volta i fischi primacitati.
- tre fischi brevi e vibranti: ordina a eventuali ferrovieri frenatori di serrare prontamente i freni dei carri o vetture a loro in consegna.
- un fischio lungo seguito da uno breve: invita ad allentare i freni.
- più di tre fischi brevi e vibranti: è un segnale di allarme.

### Aspetti dei segnali luminosi per i treni
I segnali luminosi per i treni possono dare ordini differenti al macchinista riguardo alla marcia attraverso diversi aspetti.
Per aspetto si intende una diversa configurazione di un segnale che può variare modificando la posizione dello stesso (mostrare o nascondere pannelli, posizione orizzontale, verticale o obliqua di un'ala), il numero, il colore e/o il modo di illuminazione (fisso, lampeggiante) delle luci oppure la posizione delle luci. Nei segnali luminosi italiani di tipo semplice le luci possono essere da una a tre, e almeno una è sempre accesa (quando vi è una luce sola accesa, deve necessariamente essere quella più in alto). Le luci possono essere fisse o lampeggianti. Nei segnali a candeliere ogni braccio ha una o due luci, e almeno una luce di ciascun braccio è accesa.
Di seguito descriviamo gli aspetti dei segnali semplici tenendo conto che nei segnali moderni il lampeggio delle luci avviene con lo spegnimento completo della luce stessa (e non con la sola variazione di intensità luminosa). La frequenza di lampeggio è di circa 1 Hz (un lampeggio al secondo).

#### Aspetti dei segnali di 1ª categoria (senza avviso accoppiato)
I segnali di 1ª categoria hanno una, due o tre luci verticali.
| Immagine | Descrizione                         | Significato |
| -------- | ----------------------------------- | --- |
|          | Una luce rossa                      | Via impedita. Il macchinista deve arrestarsi senza superare il segnale. |
|          | Una luce verde                      | Via libera. Il macchinista può superare il segnale senza limitazioni di velocità date dal segnalamento. |
|          | Una luce rossa sopra una luce verde | Via libera con riduzione di velocità. Il macchinista può superare il segnale rispettando la limitazione di velocità a 30, 60 o 100 km/h data dal precedente segnale di avviso o di 1ª categoria con avviso accoppiato. Se il segnale porta sotto le luci un segnale di "rappel" acceso, la riduzione di velocità da rispettare è quella data da tale segnale. |

#### Aspetti dei segnali di avviso

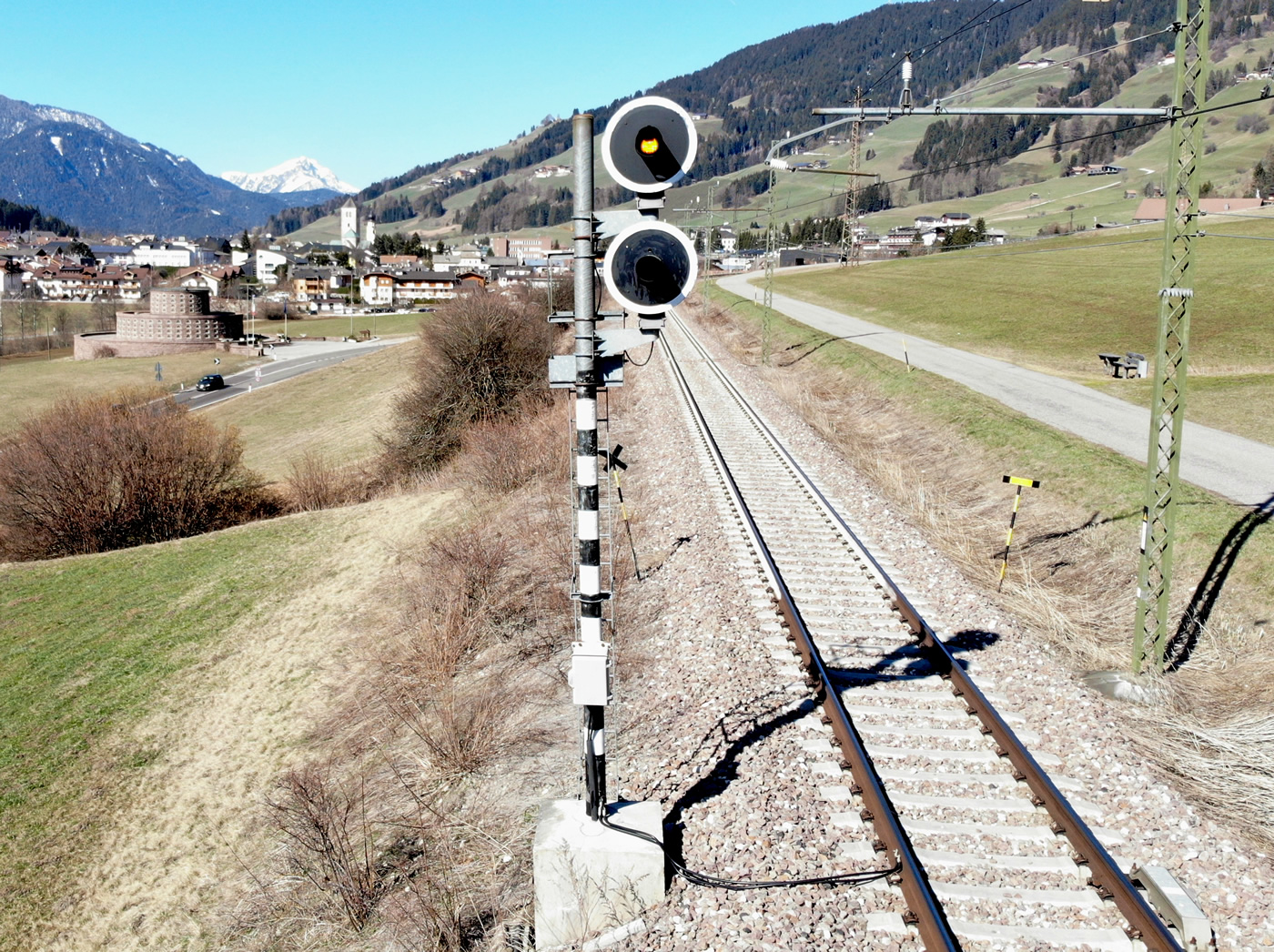
Segnale di avviso della stazione di San Candido/Innichen lato Austria disposto per il giallo

I segnali di avviso sono sempre a una o due luci verticali. Non presentano mai l'aspetto rosso.
| Immagine | Descrizione                                                   | Significato |
| -------- | ------------------------------------------------------------- | --- |
|          | Una luce gialla                                               | Avviso di via impedita. Il prossimo segnale mostra "via impedita" (arresto). L'Agente di condotta deve guidare in modo da poter rispettare il successivo segnale e comunque in modo da portarsi alla velocità di 30 km/h almeno 200 metri prima di tale segnale se disposto a via impedita o, comunque, sulle linee non munite di ripetizione segnali continua. |
|          | Una luce verde                                                | Avviso di via libera senza limitazioni di velocità. Il prossimo segnale è a via libera senza limitazioni di velocità. |
|          | Una luce gialla lampeggiante                                  | Il prossimo segnale è a via libera ma si trova a distanza ridotta (rispetto a quella standard di frenatura di 1200-1350 m e comunque non inferiore a 600-900 m) rispetto a un successivo segnale disposto a via impedita o a via libera per un percorso deviato con riduzione di velocità.                                                                      |
|          | Gruppo di luci gialla e verde fisse                           | Il prossimo segnale è a via libera per un itinerario da percorrersi a velocità non superiore a 30 km/h. |
|          | Gruppo di luci gialla e verde lampeggianti contemporaneamente | Il prossimo segnale è a via libera per un itinerario da percorrersi a velocità non superiore a 60 km/h. |
|          | Gruppo di luci gialla e verde lampeggianti alternativamente   | Il prossimo segnale è a via libera per un itinerario da percorrersi a velocità non superiore a 100 km/h. |
|          | Gruppo di due luci gialle fisse                               | Avvisa un successivo segnale a via impedita posto a distanza anormalmente ridotta oppure di arresto su binario di ricevimento parzialmente ingombro con altro materiale o su un binario tronco. |

#### Aspetti dei segnali di 1ª categoria con avviso accoppiato
I segnali di 1ª categoria con avviso accoppiato uniscono, nello stesso segnale e con un unico aspetto, le indicazioni date dal segnale di 1ª categoria e valevoli "sul posto" e quelle del segnale di avviso a un successivo segnale di 1ª categoria. Nel blocco automatico con segnali concatenati, i segnali di blocco (tutti di 1ª categoria) tra le località di servizio portano possono portare accoppiato l'avviso del successivo segnale o avere l'avviso isolato a seconda della lunghezza delle sezioni di blocco.

#### Aspetti che non impongono una riduzione di velocità a cominciare dal segnale

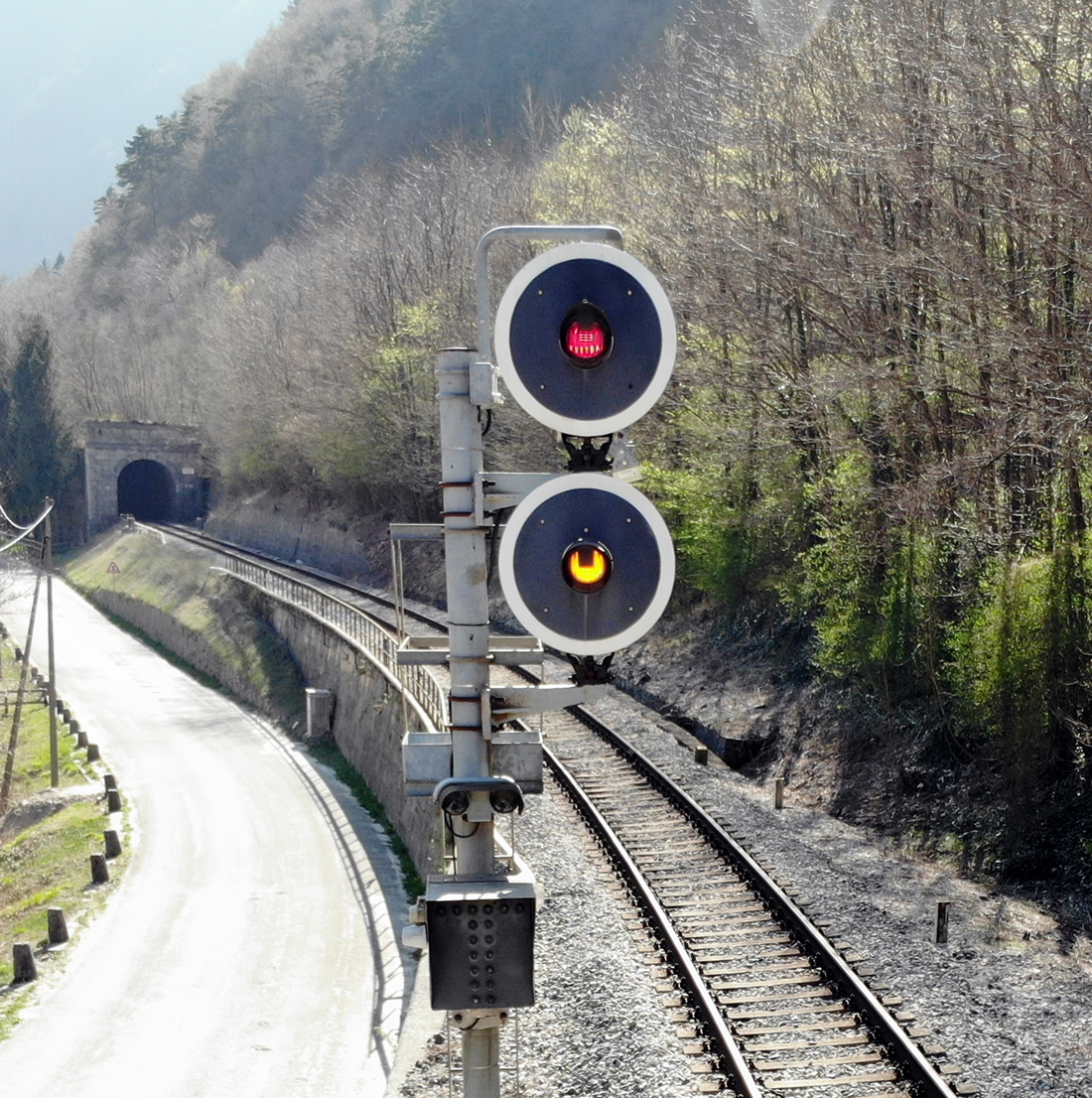
Segnale di protezione disposto a Rosso-Giallo

| Immagine | Descrizione                                                   | Significato |
| -------- | ------------------------------------------------------------- | --- |
|          | Una luce rossa                                                | Via impedita. Il macchinista deve arrestarsi senza superare il segnale. |
|          | Una luce verde                                                | Via libera. Il macchinista può superare il segnale senza limitazioni di velocità date dal segnalamento. Il prossimo segnale è a via libera per un itinerario che non comporta riduzioni di velocità. |
|          | Una luce gialla fissa                                         | Via libera. L'agente di condotta può superare il segnale senza limitazioni di velocità date dal segnalamento ma deve predisporsi all'arresto in quanto il prossimo segnale è disposto a via impedita. |
|          | Una luce gialla lampeggiante                                  | Via libera. Il macchinista può superare il segnale senza limitazioni di velocità date dal segnalamento. Il prossimo segnale è a via libera ma si trova a distanza ridotta rispetto al successivo segnale disposto a via impedita o a via libera per un percorso deviato con riduzione di velocità. |
|          | Gruppo di due luci gialle fisse                               | Via libera. Il macchinista può superare il segnale non superando la velocità di 30 km/h predisponendosi per l'arresto, dopo aver effettuato l'operazione di supero rosso autorizzata. Infatti il successivo segnale è a via impedita e posto a distanza anormalmente ridotta (inferiore a 600 metri ma comunque non meno di 350 metri su sezioni intermedie su linee esercitate con blocco automatico) oppure si è diretti su un binario parzialmente ingombro con altro materiale in sosta, o tronco. Normalmente in queste ultime due situazioni viene incontrato l'aspetto "rosso su due luci gialle". |
|          | Gruppo di luci gialla e verde fisse                           | Via libera. Il macchinista può superare il segnale senza limitazioni di velocità. Avvisa un successivo segnale a via libera per un itinerario da percorrersi a velocità non superiore a 30 km/h. |
|          | Gruppo di luci gialla e verde lampeggianti contemporaneamente | Via libera. Il macchinista può superare il segnale senza limitazioni di velocità. Avvisa un successivo segnale a via libera per un itinerario da percorrersi a velocità non superiore a 60 km/h. |
|          | Gruppo di luci gialla e verde lampeggianti alternativamente   | Via libera. Il macchinista può superare il segnale senza limitazioni di velocità. Avvisa un successivo segnale a via libera per un itinerario da percorrersi a velocità non superiore a 100 km/h. |

#### Aspetti che impongono una riduzione di velocità a cominciare dal segnale
| Immagine | Descrizione                                                                           | Significato |
| -------- | ------------------------------------------------------------------------------------- | --- |
|          | Una luce rossa sopra una luce gialla fissa                                            | Via libera con riduzione di velocità a 30 o 60 km/h a seconda dell'indicazione data dal segnale precedente o dell'eventuale "rappel" sottostante acceso (non esiste rosso/giallo con due rappel sottostanti perché il codice 120 implementa solo il rosso/verde con due rappel). Il macchinista può superare il segnale con la limitazione di velocità predetta. Avvisa un successivo segnale a via impedita.                                   |
|          | Una luce rossa sopra una luce gialla lampeggiante                                     | Via libera con riduzione di velocità a 30, 60 o 100 km/h a seconda dell'indicazione data dal segnale precedente o dell'eventuale "rappel" sottostante acceso. Il macchinista può superare il segnale con la limitazione di velocità predetta. Avvisa un successivo segnale a via libera senza limitazioni di velocità che precede un ulteriore segnale posto a distanza ridotta che mostra via impedita o via libera con riduzione di velocità. |
|          | Una luce rossa sopra una luce verde                                                   | Via libera con riduzione di velocità a 30, 60 o 100 km/h a seconda dell'indicazione data dal segnale precedente o dagli eventuali "rappel" sottostanti accesi (uno o due). Il macchinista può superare il segnale con la limitazione di velocità predetta. Avvisa un successivo segnale a via libera senza limitazioni di velocità. |
|          | Una luce rossa sopra un gruppo di due luci gialle                                     | Via libera con riduzione di velocità a 30 km/h. Il macchinista può superare il segnale con la limitazione di velocità predetta. Avvisa un successivo segnale a via impedita posto a distanza anormalmente ridotta oppure il ricevimento su binario parzialmente ingombro con altro materiale o su un binario tronco. |
|          | Una luce rossa sopra un gruppo di luci gialla e verde fisse                           | Via libera con riduzione di velocità a 30, 60 o 100 km/h a seconda dell'indicazione data dal segnale precedente o dell'eventuale "rappel" sottostante acceso. Il macchinista può superare il segnale con la limitazione di velocità predetta. Avvisa un successivo segnale a via libera per un itinerario da percorrersi a velocità non superiore a 30 km/h.                                                                                    |
|          | Una luce rossa sopra un gruppo di luci gialla e verde lampeggianti contemporaneamente | Via libera con riduzione di velocità a 30, 60 o 100 km/h a seconda dell'indicazione data dal segnale precedente o dell'eventuale "rappel" sottostante acceso. Il macchinista può superare il segnale con la limitazione di velocità predetta. Avvisa un successivo segnale a via libera per un itinerario da percorrersi a velocità non superiore a 60 km/h.                                                                                    |
|          | Una luce rossa sopra un gruppo di luci gialla e verde lampeggianti alternativamente   | Via libera con riduzione di velocità a 30, 60 o 100 km/h a seconda dell'indicazione data dal segnale precedente o dell'eventuale "rappel" sottostante acceso. Il macchinista può superare il segnale con la limitazione di velocità predetta. Avvisa un successivo segnale a via libera per un itinerario da percorrersi a velocità non superiore a 100 km/h.                                                                                   |

### Segnalazioni ausiliarie dei segnali

#### Permissività

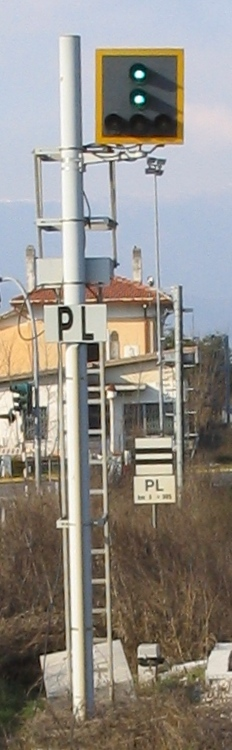
Segnale "53 1b" di protezione proprio di un PL disposto a via libera

I segnali di blocco di prima categoria sono in genere imperativi, cioè non possono mai essere oltrepassati, qualora disposti a via impedita, se non con apposita prescrizione; tuttavia, nel caso ci si trovi su un tratto di linea dotato di blocco automatico, questi possono essere permissivi, cioè oltrepassabili di iniziativa dal macchinista. Sono riconoscibili dalla presenza di una tabella sullo stante recante la lettera "P".
Il macchinista, qualora ne incontri uno, deve comunque inizialmente arrestarsi in corrispondenza di esso, poi deve mettersi in comunicazione con il Regolatore della circolazione (DM o DCO) della linea, per chiedere il motivo della disposizione a via impedita del segnale, il quale, se lungo la tratta non vi sono altri treni o altre irregolarità, lo autorizzerà per iscritto al superamento del segnale stesso anche se rosso. Il macchinista potrà riprendere la corsa, limitando la velocità a 30 km/h e osservando la marcia a vista specifica a 4 km/h sui passaggi a livello protetti da questi fino a quando non ne incontri uno che presenti aspetto di via libera, senza avviso di via impedita oppure riceva un codice sull'apparecchiatura di ripetizione dei segnali; dovrà arrestarsi in precedenza dei successivi segnali permissivi se incontrati a via impedita, ripetendo poi la stessa procedura per poter procedere.
Alcuni segnali, posti a protezione delle località di servizio/punti singolari, possono assumere carattere di "permissività temporanea", ovvero possono essere imperativi di blocco o permissivi a seconda che l'impianto che proteggono sia presenziato o no; presentano una tabella luminosa che reca la lettera "P" accesa nel caso che il segnale sia permissivo. Il segnale che porta accoppiato l'avviso a un segnale di prima categoria con permissività temporanea presenta le tavole di orientamento dotate di una striscia gialla verticale. Tale striscia sta appunto a indicare che il successivo segnale di prima categoria alle quali si riferiscono porta accoppiato l'avviso di un segnale che può assumere carattere di permissività temporanea o comunque di un segnale di protezione di una stazione, bivio, posto di comunicazione o che protegge uno o più passaggi a livello.
La lettera "P" può essere accesa a luce fissa o lampeggiante; nel secondo caso, oltre alle cautele da osservare precedentemente descritte, il macchinista dovrà arrestarsi in precedenza dei deviatoi incontrati e accertarne l'integrità nonché la regolare disposizione per un itinerario di corretto tracciato.
|  | Lettera "P" accesa a luce lampeggiante | Esempio di segnale di blocco con permissività temporanea. |

#### Lettere A e D
Nei regimi di Blocco Elettrico Manuale e conta-assi, possono essere apposte ai segnali tabelle luminose recanti le lettere A e D.
- La lettera A è posta sui segnali di blocco intermedio, sui segnali a protezione di bivi o punti particolari e sui segnali di partenza delle stazioni. Quando accesa, garantisce la via libera di blocco elettrico (cioè che la sezione a valle del segnale è libera da treni).
- La lettera D si può trovare sui segnali di protezione delle stazioni. Una sua eventuale accensione indica che c'è il controllo dei deviatoi, oltre che la via è libera; indica inoltre che l'impianto protetto dal segnale è impresenziato.

Il macchinista, se trova un segnale rosso con A o D accesa, dovrà inizialmente arrestarsi in corrispondenza di esso e mettersi in comunicazione con il DM o DCO della linea, per chiedere il motivo della disposizione a via impedita del segnale, il quale lo autorizzerà per iscritto al superamento del segnale stesso se non ci sono treni in tratta; dovrà inoltre osservare la marcia a vista specifica a 4 km/h sui passaggi a livello protetti da questo.
Analogamente a quanto accade con la lettera P, se le lettere precedenti sono trovate con aspetto lampeggiante, è richiesto il controllo dei deviatoi (nel caso si tratti di segnali di protezione di un bivio o raccordo, se questi si trovano entro 350 m dal segnale).
In una zona caduta massi non lampeggia mai.

#### Segnalazione ausiliaria limite di velocità (Rappel)
Il rappel è uno schermo nero, posto sotto le luci dei segnali di 1ª categoria senza o con avviso accoppiato, normalmente spento.
Quando lo schermo è spento o assente e il segnale presenta aspetto indicante "riduzione di velocità" il macchinista deve rispettare la riduzione di velocità data dal precedente segnale di avviso altrimenti la velocità di 30 km/h.
| Immagine | Descrizione                            | Significato                                                  |
| -------- | -------------------------------------- | ------------------------------------------------------------ |
|          | Una striscia orizzontale bianca accesa | Via libera con conferma di riduzione di velocità a 60 km/h.  |
|          | Due strisce orizzontali bianche accese | Via libera con conferma di riduzione di velocità a 100 km/h. |

#### Segnale di partenza dei binari deviati

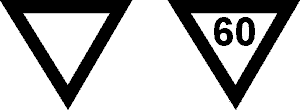

I segnali di stazione che comandano la partenza verso itinerari che non possono mai essere di corretto tracciato (binari di precedenza o incrocio, ad esempio) possono essere sussidiati da un triangolino con bordo nero e sfondo bianco, il quale indica che il successivo gruppo di scambi va percorso a una velocità non superiore a 30 km/h; detto triangolo può portare la scritta "60", che eleva la velocità precedente appunto a 60 km/h.

## Segnali per linee ad Alta Capacità / Alta Velocità

### Brevi principi di segnalamento sulle linee AC/AV
Sulle linee ad AC/AV non esiste segnalamento laterale a terra di tipo convenzionale come sulle linee classiche. La marcia dei treni viene regolata da un posto centrale tramite un sistema di distanziamento detto Blocco Radio, attraverso il Radio Block Center (RBC). Tale sistema, tramite circuiti di binario e boe poste a terra e tramite collegamento radio con i treni via GSM-R (Global System Mobile for Railway applications), permettere di individuare la posizione dei treni in linea e di trasmettere a essi direttamente in cabina di guida le condizioni di marcia rispetto al treno successivo, allo stato della linea, alla situazione dei posti di servizio (stazioni, bivi, ecc.), allo stato dei rallentamenti presenti, ecc. Tramite una apposita interfaccia (DMI), il macchinista riceve a bordo tutti gli ordini di marcia.

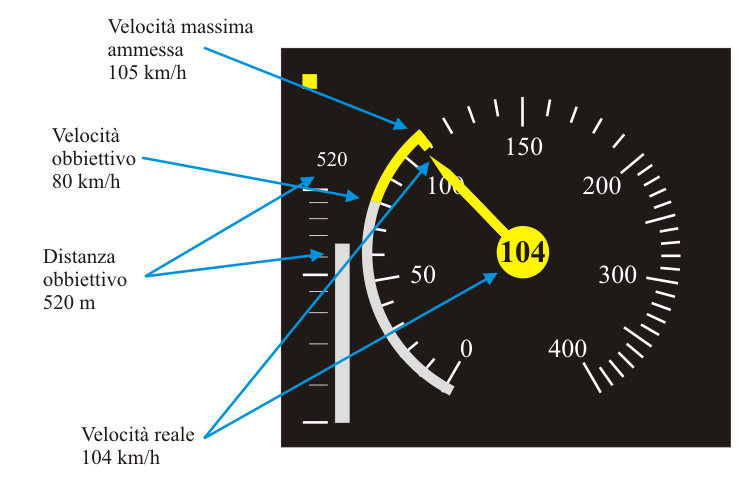
DMI

Fra le informazioni che il macchinista riceve vi sono velocità reale (istantanea), velocità massima ammessa, velocità obiettivo in caso di necessità di rallentare la marcia o arrestarsi (Vo = 0), spazio rimanente per raggiungere la velocità obiettivo (distanza obiettivo), ecc.
Il treno può muoversi solo se ha ricevuto a bordo la propria "Autorizzazione al Movimento" (MA).
Solo in caso di ordine di arresto (Vo = 0) il macchinista ha bisogno di avere dei riferimenti a terra che indichino il punto da non superare. Questi punti di riferimento sono dati da segnali a vela rifrangente posti a lato del binario di foggia diversa a seconda che individuino una sezione di blocco radio di linea (Segnali di fine sezione), il punto di protezione di un posto di servizio (PdS) ovvero il Segnale di protezione "virtuale" o il punto da non superare in caso di arrivo in stazione o di partenza da una stazione senza aver ricevuto la MA.

### Segnali laterali per linee AC/AV
| Immagine | Descrizione                     | Significato |
| -------- | ------------------------------- | --- |

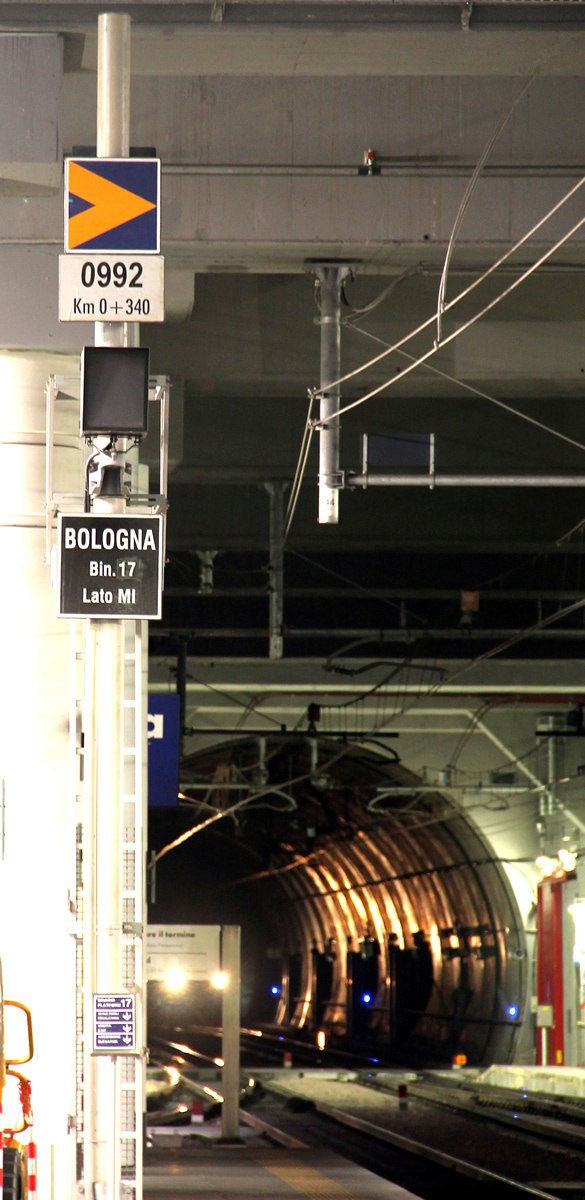
Segnale di partenza da Bologna Centrale AV

|          | Segnale di protezione di un PdS | Segnale a vela con fondo azzurro e freccia arancione rivolta verso il binario a cui si riferisce. La tabella posta sotto il segnale indica il numero della sezione di blocco radio a monte e la progressiva chilometrica del segnale. Su alcune nuove linee AV/AC il segnale presenta foggia simile ma colori differenti standardizzati alla normativa europea. |
|          | Segnale di partenza di un PdS   | Segnale a vela con fondo azzurro e freccia arancione rivolta verso il binario a cui si riferisce. La tabella posta sotto il segnale indica il numero della sezione di blocco radio a monte e la progressiva chilometrica del segnale. L'ulteriore tabella a fondo nero con scritte bianche indica il nome del posto di servizio, il binario a cui si riferisce e il lato della stazione. Su alcune nuove linee AV/AC il segnale presenta foggia simile ma colori differenti standardizzati alla normativa europea. |
|          | Segnale di fine sezione         | Segnale a vela con fondo azzurro e triangolo bianco con la punta rivolta verso il binario a cui si riferisce. La tabella posta sotto il segnale indica il numero della sezione di blocco radio a monte e la progressiva chilometrica del segnale. Su alcune nuove linee AV/AC il segnale presenta foggia simile ma colori differenti standardizzati alla normativa europea. |

### Normativa
- Agenzia nazionale per la sicurezza delle ferrovie, Regolamento sui Segnali (PDF), su bitfox.it, ed. 1947, 2009. URL consultato il 4 luglio 2022 (archiviato il 14 settembre 2021).

### FS / RFI
- Rete Ferroviaria Italiana - Direzione Tecnica, Regolamento sui Segnali in uso sull'infrastruttura ferroviaria nazionale, su epodweb.rfi.it, ed. 1947, emesso il 30 gennaio 2018. URL consultato il 4 luglio 2022 (archiviato dall'url originale il 30 ottobre 2021).
  -  Rete Ferroviaria Italiana - Direzione Tecnica, Regolamento sui Segnali in uso sull'infrastruttura ferroviaria nazionale (PDF), su site.rfi.it, ed. 1947, 30 gennaio 2018 (archiviato dall'url originale il 22 luglio 2018).
  -  Rete Ferroviaria Italiana - Direzione Tecnica, Regolamento sui Segnali in uso sull'infrastruttura ferroviaria nazionale (PDF), su site.rfi.it, ed. 1947, 15 luglio 2016. URL consultato il 12 febbraio 2018 (archiviato dall'url originale l'11 novembre 2020).
  -  Rete Ferroviaria Italiana - Direzione Tecnica, Regolamento sui Segnali (PDF), su condivisionext.rfi.it, ed. 1947, 2011. URL consultato il 4 luglio 2022.
  -  Ferrovie dello Stato S.p.A. - Divisione Infrastruttura, Regolamento sui Segnali (PDF), su viaggiandoavapore.files.wordpress.com, ed. 1947, 1997. URL consultato il 4 luglio 2022.
  -  Azienda autonoma delle Ferrovie dello Stato e Ministero dei trasporti, Regolamento sui Segnali, ed. 1947, Pisa, ristampa 1982.
  -  Amministrazione autonoma delle Ferrovie dello Stato e Ministero dei trasporti, Regolamento sui Segnali (PDF), su segnalifs.it, ed. 1940, Firenze, 1940. URL consultato il 4 luglio 2022.
  -  Amministrazione autonoma delle Ferrovie dello Stato e Ministero dei trasporti, Regolamento sui Segnali (PDF), su segnalifs.it, ed. 1937, Firenze, 1939. URL consultato il 4 luglio 2022.
  -  Amministrazione autonoma delle Ferrovie dello Stato e Ministero dei trasporti, Regolamento sui Segnali, su trenidicarta.it, ed. 1922, Roma, 1922. URL consultato il 4 luglio 2022.
  -  Amministrazione autonoma delle Ferrovie dello Stato e Ministero dei trasporti, Regolamento sui Segnali (PDF), su segnalifs.it, ed. 1909, 1909. URL consultato il 4 luglio 2022.